# 南希·卡特萊特 (哲學家)
南希·卡特萊特（英語：Nancy Cartwright，1944年6月24日—）是一位美國的科學哲學家，目前擔任杜倫大學（Durham University）哲學教授及加利福尼亞大學聖地亞哥分校（UCSD）特聘教授。卡特萊特起初在史丹佛大學（Stanford University）專門研究自然科學哲學，尤其是物理學，後來到倫敦政經學院（London School of Economics）專攻社會科學哲學和方法論，並特別著眼於於經濟學。目前的研究重點是客觀性和證據（objectivity and evidence），尤其是「依證政策 （evidence-based policy）」。
其主要著作有：《物理學定律是如何撒謊的》（How the Laws of Physics Lie）（1983）、《斑駁的世界》（The Dappled World: A Study of the Boundaries of Science）（1999）等。

## 主張

### 關於基礎論與實在論
我們需要打擊的不是實在論而是基礎論。

 — Cartwright， The Dappled World: A Study of the Boundaries of Science， 1999:23
基礎論主張「存有普遍的、具有解釋力的基礎自然律」，然而卡特萊特反對這種主張。卡特萊特認為我們的科學研究模式不足以支持這種基礎論。她處理的問題是，自然法則及其與實在之間的關係。卡特萊特基於本體論觀點，認為世界是斑駁的（Dappled），而不是歸順於某種嚴格遵守秩序的結構底下。科學定律其實東拼西湊來的，不是像金字塔那樣規則地疊合在一起；科學所描繪的東西只不過是在個別的情況案例中合用而已。如表象所示，我們生活在一個世界中，這個世界充滿各式各樣不同的事物，它們有不同的性質、以不同的方式呈現。描述這個世界的定律正是個「拼綴物」，而不是「金字塔」。

## 外部連結
- 维基共享资源上的相關多媒體資源：南希·卡特萊特